# Stattkus-Verzeichnis
O Stattkus-Verzeichnis (SV) é um catálogo das composições musicais do compositor barroco italiano Claudio Monteverdi. O catálogo foi publicado em 1985 por Manfred H. Stattkus (Claudio Monteverdi: Verzeichnis der erhaltenen Werke); uma edição mais nova, revisada e ampliada foi publicada em 2008. Uma versão online gratuita pode ser acessada.
Manfred H. Stattkus died end of August 2012.

## References
1. ↑  Monteverdi-Catalog "Verzeichnis der erhaltenen Werke". 12-05-2007. (25-09-2012)